# Bill Tuttle
William Jeremiah Tuttle, detto Bill (Chicago, 21 febbraio 1882 – Los Angeles, 22 febbraio 1930), è stato un pallanuotista e nuotatore statunitense.

## Carriera
Partecipò alle gare di nuoto e di pallanuoto della III Olimpiade di St. Louis del 1904 e vinse due medaglie olimpiche. 
Vinse con il Chicago Athletic Association la medaglia d'argento nel torneo di pallanuoto, dopo essere stati battuti, in finale, dal New York Athletic Club per 6-0. Sempre con il Chicago Athletic Association, prese parte anche alla gara della staffetta 4x50 iarde stile libero, dove arrivò in finale, arrivando anche in questo caso secondo, sempre dietro al New York Athletic Club.

## Palmarès

### Pallanuoto
- Argento ai Giochi olimpici di Saint Louis 1904

### Nuoto
- Argento ai Giochi olimpici di Saint Louis 1904 nella staffetta 4x50 iarde stile libero